# VFL 1987
Het Victorian Football League-seizoen 1987 was het eenennegentigste seizoen van de hoogste Australian football competitie. Twee nieuwe clubs traden toe tot de competitie in 1987, namelijk West Coast Eagles en de Brisbane Bears.